# Bobrowice (stacja kolejowa)
Bobrowice – nieczynna stacja kolejowa w Bobrowicach, w województwie lubuskim, w Polsce.